# (3640) Gostin
(3640) Gostin (1985 TR3) – planetoida z pasa głównego asteroid okrążająca Słońce w ciągu 3,32 lat w średniej odległości 2,22 au Odkryli ją Carolyn i Eugene Shoemaker 11 października 1985 roku.